# Regina Poly
Regina Poly (* 1. August 1942 in Zagreb; † 22. Juli 2014 in Berlin) war eine deutsche Landschaftsarchitektin, Architektin und Künstlerin.

## Beruflicher Werdegang
Nach dem Abschluss des Architekturstudiums 1972 an der Technischen Universität Berlin arbeitete Regina Poly in einer Bürogemeinschaft. 1982 gründete sie ihr eigenes Büro „office regina poly“ mit dem Schwerpunkt Garten- und Landschaftsarchitektur. Sie erzielte zahlreiche Wettbewerbserfolge und realisierte über 25 Projekte, meist im städtischen Kontext.
1974 wurde Regina Poly in den Bund Deutscher Architekten berufen. 1983 wurde sie in die Kammerliste der Landschaftsarchitekten eingetragen.
Von 2010 bis 2013 war Poly Mitglied im ersten Gestaltungsrat der Landeshauptstadt Potsdam. In dieser Zeit begutachtete das unabhängige Sachverständigengremium über 60 Bauvorhaben, die zumeist eine große städtebauliche Relevanz aufwiesen.

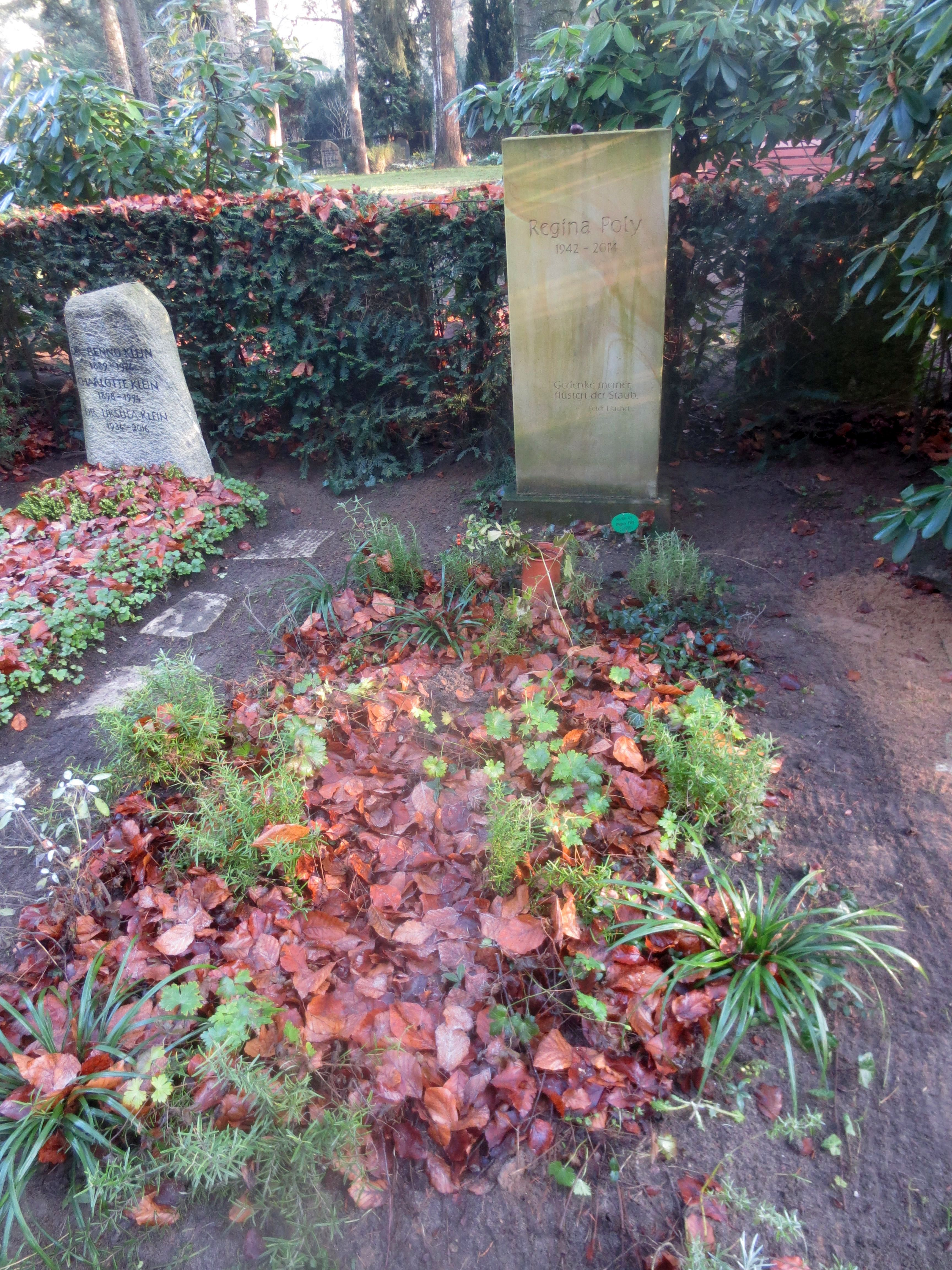
Grab von Regina Poly auf dem Friedhof Heerstraße in Berlin-Westend

Ihre Projekte und künstlerischen Arbeiten stellte sie mehrfach in Architekturgalerien aus.
Poly war mit dem Schauspieler, Übersetzer und Autor Hanns Zischler verheiratet. Sie starb zehn Tage vor ihrem 72. Geburtstag, am 22. Juli 2014 in Berlin. Ihr Grab befindet sich auf dem landeseigenen Friedhof Heerstraße in Berlin-Westend (Grablage: 16-B-5/6).

## Werke

Stadtvilla, Am Tegeler Hafen 4, IBA '87 Berlin

- Theodor-Wolff-Park, zusammen mit Dieter Pfannenstiel, Berlin, 1985–1988
- Stadtvilla, Am Tegeler Hafen 4, Internationale Bauausstellung 1987 (IBA ’87 Berlin), zusammen mit Karl-Heinz Steinebach und Friedrich Weber, 1985–1988
- Innenhöfe des Bundesfinanzministeriums (Detlev-Rohwedder-Haus), Berlin
- Vorplatz des Neuen Abgeordnetenhauses, Berlin
- Außenanlagen der Humboldt-Universität in Adlershof, Berlin
- Sankt-Jakobs-Platz, München, 2006–2009[4]

## Auszeichnungen
- 2008: Deutscher Städtebaupreis für die Gestaltung des St.-Jakobs-Platzes in München[5]